# Nesset
Nesset er en tidligere kommune i Romsdalen i Møre og Romsdal fylke i Norge. 1. januar 2020 blev Molde, Midsund og Nesset kommuner lagt sammen i Molde kommune. Den grænsede i nord til Gjemnes, i øst til Sunndal, i syd til Lesja, i sydvest til Rauma og i vest til Molde. I nord ligger Tingvoll kommune nord for Sunndalsfjorden.

## Tusenårssted
Kommunens tusenårssted er Nesset præstegård. Området skal udvikles i samarbejde med oplysningsvæsnets fond som ejer og med Romsdalsmuseet som museumsfaglig konsulent. Nesset præstegård var Bjørnstjerne Bjørnsons barndomshjem, før han flyttede videre til Molde.

## Kendte nessetgjeldinger
- Bjørnstjerne Bjørnson, forfatter (boede her, men var fra Kvikne)
- Kurt-Asle Arvesen, cykelrytter
- Fred Kavli, ingeniør og mæsén
- Tommy Eide Møster, fodboldspiller